# Kiki Verbeeck
 (avril 2021).
La mise en forme du texte ne suit pas les recommandations de Wikipédia : il faut le « wikifier ».
Les points d'amélioration suivants sont les cas les plus fréquents :
- Les titres sont pré-formatés par le logiciel. Ils ne sont ni en capitales, ni en gras.
- Le texte ne doit pas être écrit en capitales (les noms de famille non plus), ni en gras, ni en italique, ni en « petit »…
- Le gras n'est utilisé que pour surligner le titre de l'article dans l'introduction, une seule fois.
- L'italique est rarement utilisé : mots en langue étrangère, titres d'œuvres, noms de bateaux, etc.
- Les citations ne sont pas en italique mais en corps de texte normal. Elles sont entourées par des guillemets français : « et ».
- Les listes à puces sont à éviter, des paragraphes rédigés étant largement préférés. Les tableaux sont à réserver à la présentation de données structurées (résultats, etc.).
- Les appels de note de bas de page (petits chiffres en exposant, introduits par l'outil «  Source ») sont à placer entre la fin de phrase et le point final[comme ça].
- Les liens internes (vers d'autres articles de Wikipédia) sont à choisir avec parcimonie. Créez des liens vers des articles approfondissant le sujet. Les termes génériques sans rapport avec le sujet sont à éviter, ainsi que les répétitions de liens vers un même terme.
- Les liens externes sont à placer uniquement dans une section « Liens externes », à la fin de l'article. Ces liens sont à choisir avec parcimonie suivant les règles définies. Si un lien sert de source à l'article, son insertion dans le texte est à faire par les notes de bas de page.
- La présentation des références doit suivre les conventions bibliographiques. Il est recommandé d'utiliser les modèles {{Ouvrage}}, {{Chapitre}}, {{Article}}, {{Lien web}} et/ou {{Bibliographie}}. Le mode d'édition visuel peut mettre en forme automatiquement les références.
- Insérer une infobox (cadre d'informations à droite) n'est pas obligatoire pour parachever la mise en page.

Pour une aide détaillée, merci de consulter Aide:Wikification.
Si vous pensez que ces points ont été résolus, vous pouvez retirer ce bandeau et améliorer la mise en forme d'un autre article.
Kiki Verbeeck (Kristel Verbeeck) (née en 1974 en Belgique) est une architecte belge. Elle dirige le bureau d'architecture URA Yves Malysse Kiki Verbeeck à Bruxelles, avec son associé Yves Malysse . En plus d'un cabinet d'architecture, Verbeeck se concentre également sur l'enseignement et est une voix critique dans le monde de l'architecture belge.

## Éducation
Kiki Verbeeck a étudié l'architecture à l'Institut Sint-Lucas de Gand (1999). Elle a également obtenu une maîtrise en sciences de l'architecture à la KU Leuven (2002), où elle s'est spécialisée en théorie de l'architecture.

## Carrière

### uapS, OMA, LABFAC, Baines et Advisers
Verbeeck a commencé sa carrière en tant qu'architecte avec des stages à l'UAPS à Paris (1999) et chez OMA à Rotterdam (2000). Elle a ensuite travaillé pour les cabinets d'architectes LABFAC à Paris (2001), Georges Baines à Anvers et Bruxelles (2003) et Advisers à Bruxelles (2004-2006).

### URA

#### Origine
En 2002, Kiki Verbeeck a fondé UR Architecten à Bruxelles, avec Yves Malysse et Joost Verstraete. Les trois ont étudié ensemble à l'Institut Sint-Lucas de Gand et se sont retrouvés en Belgique après leurs stages respectifs à l'étranger. Le bureau est devenu l'une des valeurs sûres de la scène architecturale belge. En 2010, Verbeeck et Malysse ont repris le volant et UR a été rebaptisé URA Yves Malysse Kiki Verbeeck. L'équipe s'est depuis fortement développée dans un contexte international. "La pollinisation croisée est cruciale" pour leur fonctionnement, rapportent Verbeeck et Malysse.

#### Méthodologie et vision
URA utilise une méthode dialectique qui combine une intégration intuitive du volume du bâtiment dans son contexte avec une performance analytique du programme. Au moyen de cette confrontation, ils veulent arriver à une oeuvre d'art totale. Le nom du bureau a été inspiré par Ur, la première ville. «L'universel qui réside précisément dans le très spécifique» est l'une de leurs idées fondamentales. Verbeeck et Malysse se réfèrent à des typologies anciennes et tentent de les traduire de manière contemporaine. Ce n'est pas du formalisme, soulignent Verbeeck et Malysse, mais cela indique la quête des architectes d'une relation dialectique entre la façade et l'environnement. Cela se traduit par une étude approfondie de l'utilisation des matériaux et des façades parfois plus complexes. Dans leur pratique, ils travaillent intensivement avec des maquettes et des modèles réduits afin d'être confrontés encore et encore à une réalité tridimensionnelle à chaque étape. Ils confrontent ensuite le volume primal à un programme en couches. Les architectes parlent de diriger un programme avec des scénarios possibles, plutôt que de définir des fonctions. Verbeeck et Malysse veulent toujours «définir sans dicter». Pour cela, ils fonctionnent sur la base de «brouilleurs» qui peuvent donner à une pièce plusieurs options.
Environ 85% des projets d'URA sont des missions publiques. URA embrasse consciemment différents types d'affectations à différentes échelles pour éviter la routine. Par exemple, ils conçoivent des arrêts de bus ainsi que des plans directeurs. En 2019, Verbeeck et Malysse ont réalisé la scénographie de l'exposition Prints in the Age of Bruegel à Bozar à Bruxelles.

#### Projets importants

##### KOP, Puurs (2008-2011)
Avec la conception du centre KOP Logistiek à Puurs, URA est entré dans le secteur économique plutôt exceptionnel des cabinets d'architectes contemporains. URA a répondu à la demande de 15 000 m² d'espace de stockage et de 2 000 bureaux dans la forme archétypale de l'entrepôt. Il a été réduit à son essence et ramené à la vie dans un mélange de vie et de travail, d'agriculture et d'industrie, d'abstraction et de reconnaissance. L'abri a une structure de toit frappante composée de tôles ondulées de trois tons de couleur. La lumière différenciée qui entre de cette manière donne régulièrement au hangar le nom de «salle des glaces». De plus, les architectes ont omis l'un des côtés courts de la remise. On dirait presque que le bâtiment a été radicalement coupé. Cela confère aux bureaux de ce grand organisme pilote un caractère chaleureux. Elle offre également une belle vue sur le paysage pour les bureaux. Le bâtiment a reçu plusieurs prix et a été nommé pour le prix Mies Van der Rohe,,.

##### WWL, Louvain (2016-2023)
Pour la conception à grande échelle, 't Wisselspoor, Verbeeck et Malysse sont revenus à l'archétype architectural urbain de la ziggourat . Les architectes ont développé un complexe de tours comprenant 52 maisons de 10 types différents. Le projet fait partie du plan directeur urbain de Marcel Smets, commandé par la ville de Louvain pour les ateliers centraux de Kessel-Lo. Le projet d'URA offre un logement abordable à proximité de la ville et forme son propre micro-centre animé avec des fonctions collectives, une crèche, une véranda et un café. «En raison de la compacité du site et du programme solide, nous avons vite su que nous devions monter», explique Yves Malysse. Le volume a été soigneusement «sculpté» pour que la lumière du soleil pénètre dans la cour centrale du projet.

### Activités pédagogiques et panels de jurés
Depuis 2003, Verbeeck est critique invité dans diverses institutions. Verbeeck a été professeur invité à la Faculté d'architecture de la LUCA School of Arts de Gand en 2006. Depuis 2010, elle est active en tant que responsable de la conception à la Faculté des sciences de l'ingénieur de la KU Leuven. Avec l'URA, elle donne également régulièrement des conférences pour des institutions en Belgique et à l'étranger.
Verbeeck est membre régulier de plusieurs jurys pour des cours d'architecture et d'autres instituts en Belgique et à l'étranger depuis 2005. En 2009, Verbeeck faisait partie du jury du prix de la Communauté flamande d'architecture décerné à bOb Van Reeth cette année-là. En 2013, elle a été membre du jury de la master class "End of Line" organisée par Louise (Laboratoire d'Urbanisme, Infrastructure et Ecologies, Faculté d'Architecture de l' ULB ) et Cosmopolis (Centre de Recherche Urbaine, VUB ). En 2013, Verbeeck était également membre du jury du Prix Provincial d'Architecture Flandre Orientale. En 2015, Verbeeck était membre du jury du prix d'architecture de Louvain. En 2018, Verbeeck était membre du jury des Belgian Building Awards.

## Projets (sélection)
Verbeeck a participé aux projets suivants dans le cadre d'UR Architecten (jusqu'en 2010) et d'URA:
- 2002-2005: Salle polyvalente PZE, Eeklo.
- 2002-2008: Maison individuelle FAR, Rumbeke.
- 2011-2011: arrêt de bus BLB, Bruges.
- 2008-2011: Entrepôt et bureaux KOP, Puurs.
- 2007-2013: Gymnase KAU, Uccle.
- 2011-2015: Auberge de jeunesse JGK, Courtrai.
- 2010-2015: Habitation Pynaertkaai WAL, Gand.
- 2015-2019: Centre communautaire VKW, Westrozebeke.
- 2016-2023: Habitat collectif WWL, Louvain.

## Expositions
- URA five projects (Université Beida, Pékin, 2004).
- 35m3 Young Architecture / URA ( International Arts Campus deSingel, Anvers, 2007).
- Other Constructions. URA l'architecture de l'espace quotidien (Pékin, 2007).
- 1907, concours Pavillon belge, La Biennale di Venezia (Venise, 2008).
- Architecture en image (Bozar, Bruxelles / Warande, Turnhout, 2008).
- BXL100, interventions (Recyclart, Bruxelles, 2008).
- Journée de l'architecture de l'Université de Gand (Gand, 2009).
- BXL 100 (Bozar, Bruxelles, 2009).
- Western Arch (Ludwig Forum Aachen, 2010).
- NICHE URA (Bozar, Bruxelles, 2011).
- Wild Wild West (Hambourg / Munich / Cologne / Stuttgart, 2011-2013).
- A-Week (Bozar, Bruxelles, 2013).
- XX Models (Bozar, Bruxelles, 2012 / Marseille, 2013 / Shenzhen, 2014).
- Recherche KOTMET par design (Atelier Vlaams Bouwmeester, 2019).
- Solid Senses: URA Yves Malysse Kiki Verbeeck (Bozar, Bruxelles, 2021-2022).

## Publications
- URA et TOPOTRONIC. BXL100 - 100 interventions dans l'espace public bruxellois. 2008.
- Thomas, Helen, Christophe Van Gerrewey, Lisa De Visscher et autres URA Yves Malysse Kiki Verbeeck: Projets architecturaux 2002-2020. Londres / Bruxelles: Koenig Books / A + Architecture in Belgium / BOZAR Books, 2020.

## Prix
- Salle polyvalente PZE (Eeklo): FAB Awards, sélection (2009).
- Extension de la bibliothèque LAC (Albino, Italie): Premio Qualita Italia (2010).
- Centre logistique KOP (Puurs): Prix Mies Van der Rohe, nomination (2011).
- Centre logistique KOP (Puurs): FAB Awards, Nomatie, prix pour l'utilisation innovante de la lumière du jour (2011).
- Centre logistique KOP (Puurs): Architizer + Awards, lauréat du jury Daylight (2013).
- Gymnasium KAU (Uccle): Prix FAB, nomination (2013).
- Maison PIB (Grimbergen): FAB Awards, sélection (2014).
- Gymnasium KAU (Uccle): Prix Mies van der Rohe, nomination (2015).
- Gymnasium KAU (Uccle): Concours de construction en acier, nomination (2015).
- Gymnasium KAU (Uccle): Belgian Building Awards, nomination (2015).
- Gymnasium KAU (Uccle): Prix Bigmat, nomination (2015).
- Centre de rééducation RLN (Ninove): Prix d'architecture Province de Flandre orientale (2017).
- Centre communautaire VKW (Westrozebeke): Prix Mies van der Rohe, nomination (2022).